# П'янково (Петуховський округ)
П'янко́во (рос. Пьянково) — присілок у складі Петуховського округу Курганської області, Росія.
Населення — 56 осіб (2010, 140 у 2002).
Національний склад станом на 2002 рік:
- росіяни — 86 %